# Mechanical Soul
Mechanical Soul è il diciassettesimo album in studio del gruppo musicale canadese Front Line Assembly, pubblicato nel 2021.

## Tracce
1. Purge – 5:23
2. Glass and Leather – 6:03
3. Unknown – 5:06
4. New World – 5:07
5. Rubber Tube Gag – 4:44
6. Stifle – 4:15
7. Alone – 5:31
8. Barbarians – 4:39
9. Komm, stirbt mit mir – 5:38
10. Time Lapse – 3:33
11. Hatevol (Black Asteroid Mix) – 7:44

## Formazione
- Bill Leeb – voce, elettronica, produzione
- Rhys Fulber – elettronica, programmazioni, produzione, voce

Collaborazioni
- Jean-Luc de Meyer – voce (8)
- Dino Cazares – chitarra (6)